# Bengt E. Y. Svensson
Bengt E. Y. Svensson, född 1935, är professor emeritus i teoretisk högenergifysik vid Lunds universitet.  Han har varit dekanus vid naturvetenskaliga fakulteten i Lund, och prorektor för Lunds universitet.  Han disputerade 1966 på en avhandling om stark växelverkan. Bengt E. Y. Svensson är känd för en bred publik som skribent under strecket i Svenska Dagbladet. Han var 1995-2006 den förste inspektorn för Lunds naturvetarkår.